# Ажаєв Василь Миколайович
Васи́ль Микола́йович Ажа́єв (* 30 січня (12 лютого) 1915, село Соцьке, нині Талдомського району Московської області Росії — † 27 квітня 1968, Москва)  — російський письменник.

## Біографічні відомості
Родом із Підмосков'я. Інженер-хімік.
1934 року, відразу ж після першої публікації, Василя Ажаєва репресували. Тоді йому було 19 років. Він провів 15 років у таборах і на засланні на Далекому Сході, працюючи на будівництві нафтопроводу.
1944 року заочно закінчив Літературний інститут імені Горького.
Від 1954 року і до самої смерті Ажаєв входив до керівництва Спілки письменників СРСР.

## Літературна діяльність
Ажаєв почав друкуватися 1934 року.
Широко відомий роман Ажаєва «Далеко від Москви» (1948; Сталінська премія, 1949) про працю радянських людей на будівництві нафтопроводу на Далекому Сході в роки німецько-радянської війни. Це перший роман письменника. Перший варіант роману опубліковано 1948 року в журналі «Дальний Восток». На пропозицію Костянтина Симонова, який тоді був головним редактором журналу «Новый мир», Ажаєв переробив роман (майже повністю).
За романом «Далеко від Москви» створено однойменний фільм (1950), а Іван Дзержинський написав оперу (1954).
Роман пекладено багатьма мовами (понад 20). Українською мовою роман переклав Андрій Головко (переклад опубліковано 1949 року).
Від 1955 року Ажаєв публікував глави роману «Вічна мерзлота» (твір не закінчено).
1961 року побачила світ повість Ажаєва «Передмова до життя», присвячена молоді. Для нового твору птсьменника характерною була та ж патетична стилістика, що й у «лауреатському» романі.
1972 року в Москві посмертно видано збірку повістей і оповідань Ажаєва «Передмова до життя».
Інтерес до творчості письменника виник на хвилі перебудови: 1988 року журнал «Дружба народов» (№ 6-8) опублікував роман Ажаєва «Вагон». Цей роман ще 1966 року взяв для публікації «Новый мир», але через кризу в журналі та в радянському суспільстві тоді твір опубліковано не було.
«Вагон» — книга, викликана до життя хрущовською «відлигою». Роман — повна антитеза до офіціозного «Далеко від Москви». Це чесне та високохудожнє дослідження життя й психології радянського юнака, змушеного жити в умовах ГУЛАГу й терпіти неймовірне насилля над особистістю.

## Відзнаки й нагороди
- Сталінська премія, 1949.
- Орден Трудового Червоного Прапора

## Твори
- «Далеко від Москви» (1948)
- «Передмова до життя» (1961)

## Українські переклади
- Далеко від Москви. — Київ, 1955.